# John e Solfami/La scuola dei Puffi
John e Solfami/La scuola dei Puffi  è il sesto singolo di Cristina D'Avena, pubblicato nel 1983. 

## Descrizione
Il brano John e Solfami è una canzone scritta da Alessandra Valeri Manera su musica di Henri Seroka e Jacques Zegers che venne utilizzata come quarta sigla de I Puffi. Il singolo fu un ottimo successo discografico riuscendo a toccare l'ottava posizione della classifica dei dischi più venduti. La base musicale, originariamente composta per la versione olandese Johan en Pierewiet (1982), fu utilizzata anche per quella francese Johan et Pirlouit (1983). La scuola dei Puffi è un brano dedicato alla serie dei Puffi le cui parole sono scritte da Paola Blandi, su musica di G. Behrle, J.F.F. Ferry Wienneke e Frankfurter,

## Tracce
Lato A
1. John e Solfamì – 3:00 (testo: Jacques Zegers/Alessandra Valeri Manera – musica: Henri Seroka; edizioni musicali Anihanbar Music Company - Sepp, Canale 5 Music Srl)

Lato B
1. La scuola dei Puffi – 3:07 (testo: Jean-François Porry/Paola Blandi – musica: G. Behrle, J.F.F. Ferry Wienneke e Frankfurter; edizioni musicali Blue Team)

## Produzione musicale e formazione

### John e Solfami
- Augusto Martelli – Produzione, arrangiamento, supervisione musicale, direzione orchestra
- Orchestra di Augusto Martelli – Esecuzione
- I Piccoli Cantori di Milano – Cori
- Niny Comolli – Direzione cori
- Laura Marcora – Direzione cori

## Pubblicazioni all'interno di album, raccolte e singoli
| Anno | Album                 | Titolo              | Versione           |
| ---- | --------------------- | ------------------- | ------------------ |
| 1982 | I Puffi               | La scuola dei Puffi | Versione originale |
| 1983 | Fivelandia            | John e Solfami      | Versione originale |
| 1983 | Le canzoni dei Puffi  | La scuola dei Puffi | Versione originale |
| 1987 | Fivelandia Collection | John e Solfami      | Versione originale |
| 2005 | Cartoonlandia Girls   | John e Solfami      | Versione originale |
| 2006 | Fivelandia 1 & 2      | John e Solfami      | Versione originale |
| 2006 | Fivelandia 1          | John e Solfami      | Versione originale |
| 2010 | Puffi che passione    | John e Solfami      | Versione originale |
| 2010 | Puffi che passione    | La scuola dei Puffi | Versione originale |